# Gil Sanchez
Gil Sanchez (1200 – 1236) è stato un trovatore, attivo alla corte di Alfonso IX di León dal 1214 al 1219, della cui opera si conserva una cantiga de amor paralelística.
Era figlio naturale di Sancho I del Portogallo, avuto con Maria Pais Ribeiro detta a Ribeirinha